# 모짜르트 (뮤지컬)
모차르트!는 볼프강 아마데우스 모차르트를 소재로 하는 뮤지컬이다.

## 줄거리
신이 내린 천재, 모차르트!
천재로서의 운명과
자유로운 인간이고픈 열망의 끝없는 대립!
신동이라 불리는 볼프강 모차르트와 그의 누이 난넬 모차르트는
아버지의 주도하에 유럽전역을 돌며 상류층 귀족 앞에서 연주회를 갖는다.
하지만 성인이 된 볼프강은 자신을 얽매는 계급사회를 견디지 못하고,
자신의 고용주인 콜로레도 대주교와 매번 갈등을 일으킨다.
결국 볼프강은 잘츠부르크를 떠나 꿈꿔왔던 음악 여행길에 오르지만,
음악 밖에 모르는 순진한 그의 여정은 순탄치 않다.
아픈 몸을 이끌고 자신의 연주회를 보러 온 어머니마저
죽음을 맞이하자 자괴감에 빠진 볼프강은 잘츠부르크로 돌아간다.
자신을 옭아매려는 아버지 레오폴트와 콜로레도 대주교로 인해 갈등은 고조되고,
그의 천재성인 ‘아마데’는 점점 악마로 변해 볼프강을 죄어 오는데…

## 출연진
- 2016.06.10. ~ 2016.08.07. 세종문화회관 대극장 공연(7세 이상 175분)
- 엠씨더맥스(M.C THE MAX)의 이수는2016년 4월 5일‘모차르트’ 역에 캐스팅 확정되며‘뮤지컬에 처음으로 도전하였으나 과거 기소유예 처분된 미성년자 성매매 논란으로 15일 지난 4월 20일에 공식 하차[2]
- 2020.06.16. ~ 2020.08.20. 세종문화회관 대극장 공연(8세 이상 175분)

| 2016 | 볼프강 모차르트     | 이지훈 | 전동석 | 규현   |
| 2016 | 콘스탄체 베버       | 김소향 | 난아   |        |
| 2016 | 콜로레도 대주교     | 민영기 | 김준현 |        |
| 2016 | 레오폴트 모차르트   | 이정열 | 윤영석 |        |
| 2016 | 발트슈테텐 남작부인 | 신영숙 | 김소현 |        |
| 2016 | 난넬 모차르트       | 배해선 | 김지유 |        |
| 2016 | 체칠리아 베버       | 정영주 |        |        |
| 2016 | 엠마누엘 쉬카네더   | 홍록기 | 이창희 |        |
| 2016 | 아르코 백작         | 이기동 |        |        |
| 2016 | 아마데              | 백시온 | 이윤우 | 곽이안 |
| 2020 | 볼프강 모차르트     | 박은태 | 김준수 | 박강현 |
| 2020 | 콘스탄체 베버       | 김소향 | 김연지 | 해나   |
| 2020 | 콜로레도 대주교     | 민영기 | 손준호 |        |
| 2020 | 레오폴트 모차르트   | 윤영석 | 홍경수 |        |
| 2020 | 발트슈테텐 남작부인 | 신영숙 | 김소현 |        |
| 2020 | 난넬 모차르트       | 전수미 | 배다해 |        |
| 2020 | 체칠리아 베버       | 김영주 | 주아   |        |
| 2020 | 엠마누엘 쉬카네더   | 문성혁 | 신인선 |        |
| 2020 | 아르코 백작         | 이상준 |        |        |
| 2020 | 아마데              | 이시목 | 김승후 | 이서준 |
| 2020 | 어린 난넬           | 정희우 | 이재은 |        |

## 같이 보기
- 아마데우스